# Artur Partyka

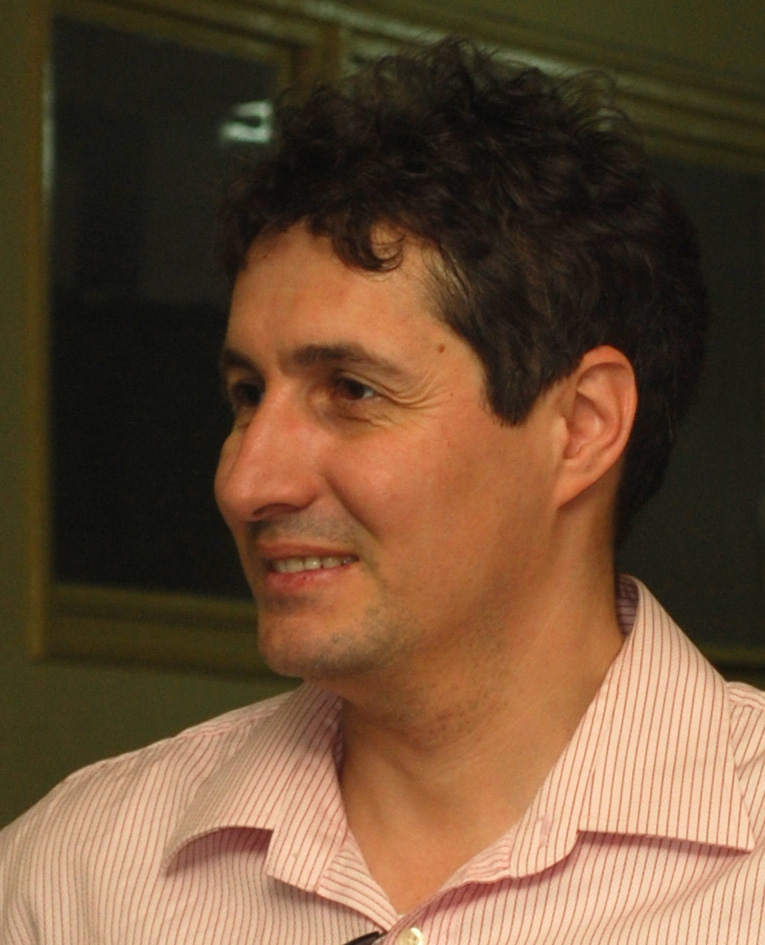
Artur Partyka - 2009

Artur Jerzy Partyka, född den 25 juli 1969 i Stalowa Wola, är en polsk före detta friidrottare som tävlade i höjdhopp under 1990-talet.
Partykas första internationella mästerskap som senior var inomhus-VM 1991 där han blev silvermedaljör med ett hopp på 2,37. Samma år deltog han vid VM utomhus i Tokyo där han slutade på tolfte plats. Partyka deltog vid Olympiska sommarspelen 1992 i Barcelona där han klarade 2,34, vilket räckte till ett delat brons tillsammans med Hollis Conway och Tim Forsyth.
Partyka deltog vid VM 1993 där han klarade 2,37 och blev silvermedaljör efter Javier Sotomayor som klarade 2,40. Vid EM 1994 blev Partyka silvermedaljör efter att ha klarat 2,33, två centimeter mindre än vad Steinar Hoen klarade. 
Vid VM 1995 i Göteborg blev Partyka återigen medaljör - denna gång bronsmedaljör efter att ha klarat 2,35, två centimeter ifrån vad Troy Kemp och Sotomayor klarade. Partyka deltog även vid Olympiska sommarspelen 1996 i Atlanta där han blev silvermedaljör efter att ha klarat 2,37. Partykas 2,37 hopp i finalen anses enligt många experter vara det högsta hoppet som någonsin gjorts. I Japan analyserade man fram att Partyka hade klarat 2,57 om ribban hade legat på samma ställe som Partyka hade sin högstahöjd. Segrare i denna final blev amerikanen Charles Austin som klarade 2,39, vilket var 1 centimeter ifrån hans eget amerikanska utomhusrekord från 1991. Samma år noterade Partyka sitt personliga rekord, när han hoppade 2,38 vid tävlingar i tyska Eberstadt. Vid VM 1997 i Aten blev det ytterligare en silvermedalj, återigen slagen av Sotomayor.
Hans sista mästerskap var EM 1998 där han för första gången blev guldmedaljör vid ett internationellt utomhusmästerskap. Segerresultatet var 2,34. 